# بلانكا بالمر
بلانكا بالمر (بالإسبانية: Blanca Palmer Soler)‏ هي لاعبة تايكوندو إسبانية، ولدت في 10 فبراير 1999 في غانديا في إسبانيا.

## وصلات خارجية
- بلانكا بالمر على موقع TaekwondoData.com (الإنجليزية)